# Blowjob (EP)
Blowjob är det svenska punkbandet Sobers debut-EP, utgiven på Burning Heart Records 1993. Efter skivan bytte bandet skivbolag till Birdnest Records.

## Låtlista
1. "Itch"
2. "Cracked"
3. "Wondering Why"
4. "All I Ask For"

### Fotnoter
1. ↑  ”Blowjob”. Discogs.com. http://www.discogs.com/Sober-Blowjob/release/3348516. Läst 31 mars 2012.